# گاردن سیتی (میشیگان)
گاردن سیتی، میشیگان (به انگلیسی: Garden City, Michigan) یک سکونتگاه مسکونی در ایالات متحده آمریکا با جمعیت ۲۷٬۶۹۲ نفر است که در شهرستان وین واقع شده‌است.